# Cratere Lacroix
Lacroix è un cratere lunare di 36,07 km situato nella parte sud-occidentale della faccia visibile della Luna.

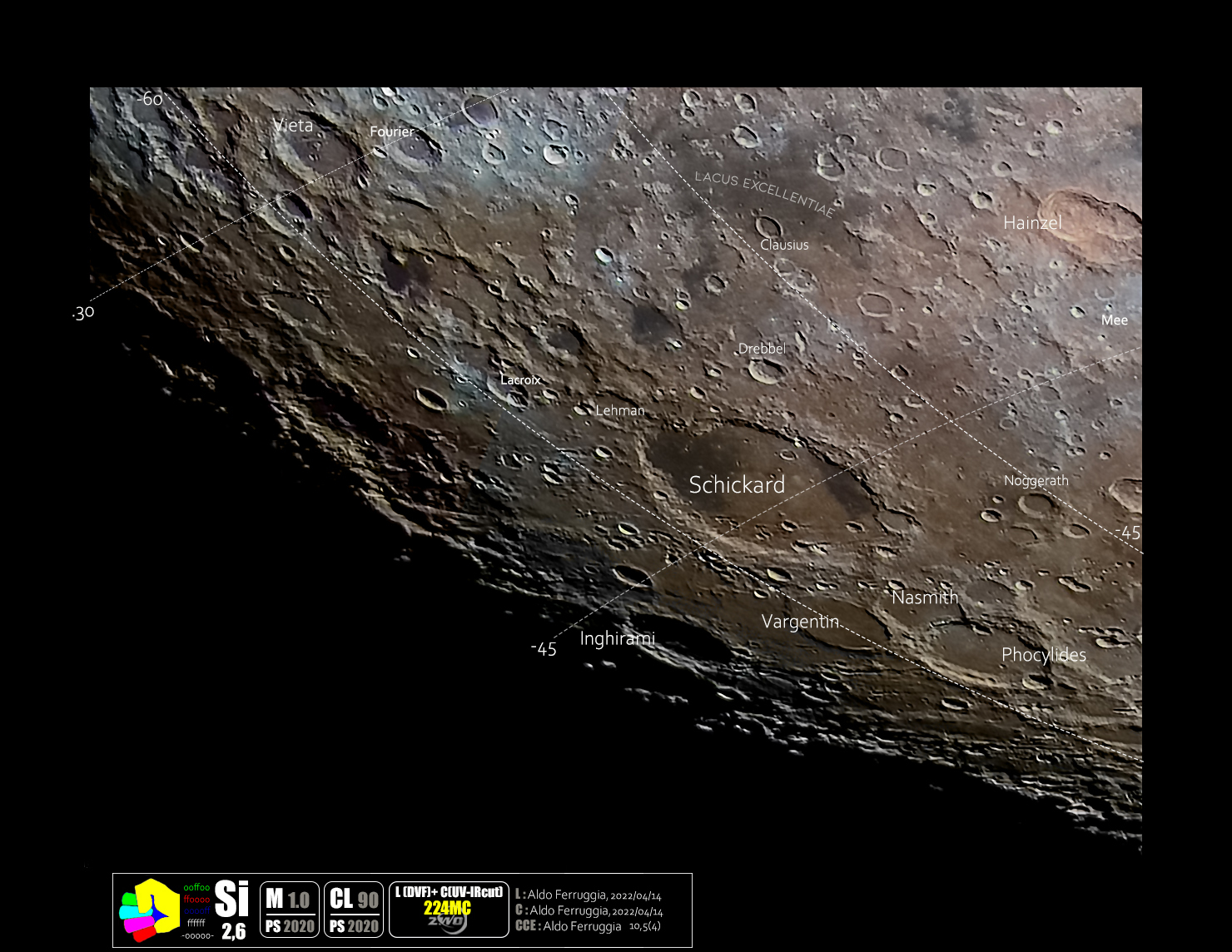
Immagine Selenocromatica(Si) del cratere

Il cratere è dedicato al matematico francese Sylvestre François Lacroix.

## Crateri correlati
Alcuni crateri minori situati in prossimità di Lacroix sono convenzionalmente identificati, sulle mappe lunari, attraverso una lettera associata al nome.
| Lacroix | Coordinate            | Diametro (in km) |
| ------- | --------------------- | ---------------- |
| A       | 35°06′36″S 55°20′24″W | 13,17            |
| B       | 37°03′36″S 60°33′36″W | 8,09             |
| E       | 39°58′12″S 63°01′48″W | 20,33            |
| F       | 40°43′12″S 61°43′48″W | 14,5             |
| G       | 36°37′12″S 59°15′00″W | 48,77            |
| H       | 38°39′36″S 57°50′24″W | 12,89            |
| J       | 38°22′12″S 59°25′48″W | 20,13            |
| K       | 35°09′00″S 57°45′36″W | 43,6             |
| L       | 35°40′12″S 58°24′36″W | 8,71             |
| M       | 35°54′00″S 57°03′36″W | 12,56            |
| N       | 37°15′00″S 57°58′48″W | 12,83            |
| P       | 35°13′12″S 53°51′00″W | 8,3              |
| R       | 34°26′24″S 60°13′12″W | 19,15            |